# Andrea Agnelli
Andrea Agnelli (født 6. december 1975, i Torino) er formand for Juventus F.C. i Italien. Agnelli har været medlem og formand for European Club Association, og var udpeget til UEFA Executive Committee i 2015. Han er en del af Agnelli familien der står bag bilmærket Fiat, og har været knyttet til Juventus siden 1924.